# Plamen Getov
Plamen Getov (in bulgaro Пламен Гетов?; Pleven, 4 marzo 1959) è un ex calciatore bulgaro.

## Carriera

### Club
Ha collezionato 286 partite nel campionato bulgaro di calcio, segnando 165 reti. A livello individuale, ha vinto per due volte il titolo di capocannoniere del campionato bulgaro, mentre con il Levski Sofia ha vinto il campionato in una occasione.

### Nazionale
Con la nazionale bulgara ha totalizzato oltre a 26 gare con la Bulgaria, segnando un gol al Campionato mondiale di calcio 1986 contro la Corea del Sud.

## Palmarès

### Club
- Campionato bulgaro: 1

Levski Sofia: 1992-1993

### Individuale
- Capocannoniere del campionato bulgaro: 2

1984-1985 (26 gol), 1992-1993 (26 gol)